# Leucodistrofia
Leucodistrofia é uma doença genética que tem como resultado final a destruição da bainha de mielina (doença desmielinizante).
A bainha de mielina é uma película que protege os nervos, e sem ela não há impulso nervoso. Existem mais de 52 tipos de leucodistrofias e novas são descobertas a cada dia. Essa doença se manifesta depois de um tempo de vida, aparentemente sem motivo. Como ela afeta o Sistema Nervoso, os sintomas são variados, desde perda de visão, perda da audição, problemas na deglutição e dificuldade para andar.
Na leucodistrofia ocorrem danos no sistema nervoso central e em menor quantidade na mielina do resto do corpo.
Em geral as leucodistrofias não tem tratamento, salvo alguns casos. O tratamento mais eficaz, capaz de paralisar dependendo do estágio da doença, é o transplante de medula óssea (não são todos os tipos de leucodistrofias em que o transplante é recomendado). Se não houver doador compatível, é possível utilizar-se do sangue do cordão umbilical, no qual se veem resultados melhores.
Um filme interessante que trata do assunto é "O óleo de Lorenzo", que retrata uma história verídica de um menino com leucodistrofia, até aquele momento sem cura. No filme, seus pais, com um esforço sobrenatural, descobrem um tratamento. O pai desse menino nunca estudou medicina mas recebeu título de doutor depois.
Não se deve confundir Leucodistrofia com distrofia muscular.

## Sites informativos
- Centro de Estudos do Genoma Humano
- Myelin Project
- United Leukodystrophy Foundation, Inc.